# Музей банкнот (Керкира)
Музей банкнот (греч. Νομισματικό Μουσείο) — нумизматический музей, расположенный на острове Керкира в одноименном городе. В Музее представлена наиболее полная коллекция банкнот, когда-либо имевших хождение на территории Греции.

## История
Музей банкнот был открыт в 1981 году в бывшем здании Ионийского банка (Ionian Bank). Это здание было построено в 1840 году по проекту архитектора Айоэнниса Крониса. В 2000 году Ионийский банк соединился с Альфа-банком и деятельность музея была приостановлена. С 2003 года проводилась масштабное обновление экспозиции и реставрация здания музея. Повторное открытие Музея банкнот состоялось лишь в 2005 году. В июле 2007 года на втором этаже музея был открыт экспозиционный зал для временных выставок.

## Коллекция
Коллекция Музея банкнот включает в себя около 2 000 экземпляров греческих денежных знаков, начиная с 1822 года и по настоящее время. В музее представлены документы, бухгалтерские книги, чеки, фотографии, связанные с историей денежного обращения Греции. В коллекцию входят экземпляры объединенной европейской валюты Евро, которая заменила в 2002 году греческую национальную валюту — драхму.
Особенный интерес представляют банкноты, выпущенные первым президентом независимой Греции Грисом Иоаннисом Каподистриасом. В музейной коллекции находятся казначейские облигации, выпущенные временным греческим правительством. В музее можно увидеть редкую банкноту, выпущенную в 1920 году и не получивших широкое распространение. На ней изображён Собор Святой Софии в Константинополе без оттоманских минаретов. В музее представлены банкноты, которые были выпущены во время Второй мировой войны оккупационным правительством. Банкноты, выпущенные временным правительством и имеющие ценность, эквивалентную килограмму пшеницы. Банкнота в 100 миллиардов драхм, появившаяся вследствие гиперинфляции 1944 года.
Посетителям предлагается поучаствовать в процессе изготовления современной банкноты, от эскиза до гравировки и печати.